# Dysaphis shaposhnikovi
Dysaphis shaposhnikovi är en insektsart som beskrevs av Stekolshchikov 1998. Dysaphis shaposhnikovi ingår i släktet Dysaphis och familjen långrörsbladlöss. Inga underarter finns listade i Catalogue of Life.